# Karl Barth
Karl Barth (10. svibnja 1886. – 10. prosinca 1968.) bio je švicarski reformirani teolog koji je najpoznatiji po svom znamenitom komentaru Poslanice Rimljanima (njem. Der Römerbrief, 1921.), sudjelovanju u pokretu Ispovjedna crkva i autorstvu Barmerske deklaracije (njem. Barmer Theologische Erklärung), a posebno po svom nikad dovršenom teološkom osvrtu Crkvena dogmatika (njem. Kirchliche Dogmatik) (koji je objavljen u dvanaest dijelova između 1932. i 1967. na više od 9.000 stranica).
Barthov se utjecaj proširio i izvan akademskog područja na kulturu općenito, što ga je dovelo na naslovnicu Timea 20. travnja 1962. Barth se još za života profilirao u jednog od najvećih teologa dvadesetog stoljeća, a svojim životnim stilom, stavovima i djelima obilježio je teologiju dvadesetog stoljeća i snažno utjecao na njen razvoj u protestantskom i katoličkom svijetu, a posebice na području razumijevanja Božje Riječi.
Kao i mnogi protestantski teolozi njegove generacije, Barth je bio učenik liberalne teologije pod utjecajem Adolfa von Harnacka, Friedricha Schleiermachera i drugih. Njegova pastoralna karijera započela je u švicarskom ruralnom gradu Safenwilu, gdje je bio poznat kao "Crveni pastor iz Safenvila" Tamo je postajao sve više razočaran liberalnim kršćanstvom u kojem je bio školovan. To ga je navelo da napiše prvo izdanje svoje Poslanice Rimljanima (Rimljani I, 1919.), u kojem je odlučio iznijeti drugačije čitanje Novog zavjeta.
Počeo je stjecati značajna svjetska priznanja iza 1921. godine nakon drugog izdanja njegova komentara Poslanice Rimljanima, u kojem se otvoreno odvojio od Liberalne teologije. Barth je utjecao na mnoge značajne teologe poput Dietricha Bonhoeffera koji je podržavao Ispovjedničku crkvu kao i Jürgena Moltmanna, Helmuta Gollwitzera, Jamesa H. Conea, Wolfharta Pannenberga, Rudolfa Bultmanna, Thomasa F. Torrancea, Hansa Künga, a također i Reinholda Niebuhra, Jacquesa Ellula i književnika kao što su Flannery O'Connor, John Updike i Miklós Szentkuthy. Barth je također imao dubok utjecaj na mnoga polja teologije, a posebno na modernu kršćansku etiku. Utjecao je i na rad etičara kao što su Stanley Hauerwas, John Howard Yoder, Jacques Ellul i Oliver O'Donovan.